# Roger Desponds
Roger Desponds (* 8. Januar 1919 in Lausanne; † 18. Februar 1989 ebenda) war ein Schweizer Manager.

## Leben und Wirken
Die Grundschule durchlief er in Morges und schloss 1945 sein Studium als Bauingenieur ab. 1945–53 war er in einem Metallbaubüro in Aigle tätig, bevor er zu den Schweizerischen Bundesbahnen wechselte. Als Mitarbeiter der Bauabteilung der SBB-Generaldirektion in Bern übernahm er 1958 die Leitung des Umbaus des Bahnhofs Bern. In der Bauabteilung der Kreisdirektion Lausanne stieg er 1967 zu deren Direktor auf. 1971 trat er den Posten eines SBB-Generaldirektors an. Als Präsident der Generaldirektion hatte er 1973–83 die Gesamtleitung der Bundesbahnen inne. In seine Amtszeit fielen die Umstellung auf den Taktfahrplan, der Kampf der SBB um eine gesunde finanzielle Basis sowie der Bau des SBB-Ausbildungszentrums Löwenberg.